# Colinas de Shropshire
Las colinas de Shropshire (en inglés - Shropshire Hills) es una de las regiones naturales de Inglaterra. Se caracteriza por la presencia de colinas escarpadas que contrastan con la agricultura mixta de los valles circundantes.

## Ubicación
Se encuentran en el condado de Shropshire y abarcan varios lugares como Long Mynd, Wenlock Edge, The Wrecking y The Clees. Se extienden hasta el sur de Ludlow.